# Rudná pod Pradědem
Rudná pod Pradědem (in tedesco Vogelseifen) è un comune della Repubblica Ceca facente parte del distretto di Bruntál, nella regione della Moravia-Slesia.